# Louis Pinton
Pour les articles homonymes, voir Pinton.
Louis Pinton, né le 24 octobre 1948 à Bonnat (Creuse) et mort le 17 novembre 2016 à Paris,, est un homme politique français, président du conseil général de l'Indre et sénateur.

## Biographie
Docteur vétérinaire de profession, il devient sénateur de l'Indre le 22 novembre 2007 à la suite du décès de Daniel Bernardet. De 1998 à 2016, il préside le conseil départemental de l'Indre.
En mars 2015, il est élu conseiller départemental du canton de Neuvy-Saint-Sépulchre en tandem avec Marie-Jeanne Lafarcinade,.
Le 15 janvier 2016, il démissionne de la présidence du conseil départemental. Serge Descout lui succède le 8 février 2016,.
Il soutient Alain Juppé pour la primaire présidentielle des Républicains de 2016.
Louis Pinton meurt le 17 novembre 2016 à l'âge de 68 ans,. Il est remplacé par son suppléant Michel Blin au conseil départemental, et par Frédérique Gerbaud au Sénat,.

## Mandats
- Sénateur de l'Indre de 2007 à 2016
- Conseiller départemental du canton de Neuvy-Saint-Sépulchre (1992-2016)
- Président du conseil départemental de l'Indre (1998-2016)
- Vice-président du conseil général de l'Indre (1992-1998)
- Maire d'Orsennes